# Župnija Šmartno ob Paki
Župnija Šmartno ob Paki je rimskokatoliška teritorialna župnija dekanije Braslovče škofije Celje.
Do 7. aprila 2006, ko je bila ustanovljena škofija Celje, je bila župnija del savinjsko-šaleškega naddekanata škofije Maribor.